# Liste der Schriften von Matteo Ricci
Die Liste der Schriften von Matteo Ricci enthält Schriften und Werke von Matteo Ricci (1552–1610), des italienischen Jesuiten und Chinamissionars aus Macerata.

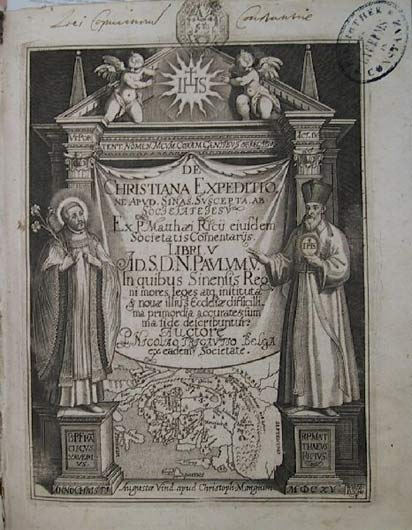
Titelblatt von De Christiana expeditione apud Sinas suscepta ab Societate Jesu (1615) mit dem hl. Franz Xaver (links) und Matteo Ricci (rechts)

Matteo Ricci kam über das portugiesische Macau auf das chinesische Festland und gründete eine Reihe von Niederlassungen, seine ersten Schriften erschienen aus Zhaoqing, wo er von 1583 bis 1589 wirkte, weitere aus Nanchang und Nanjing. Schließlich gelangte er bis nach Peking, wo er von 1601 bis zu seinem Tod lebte.

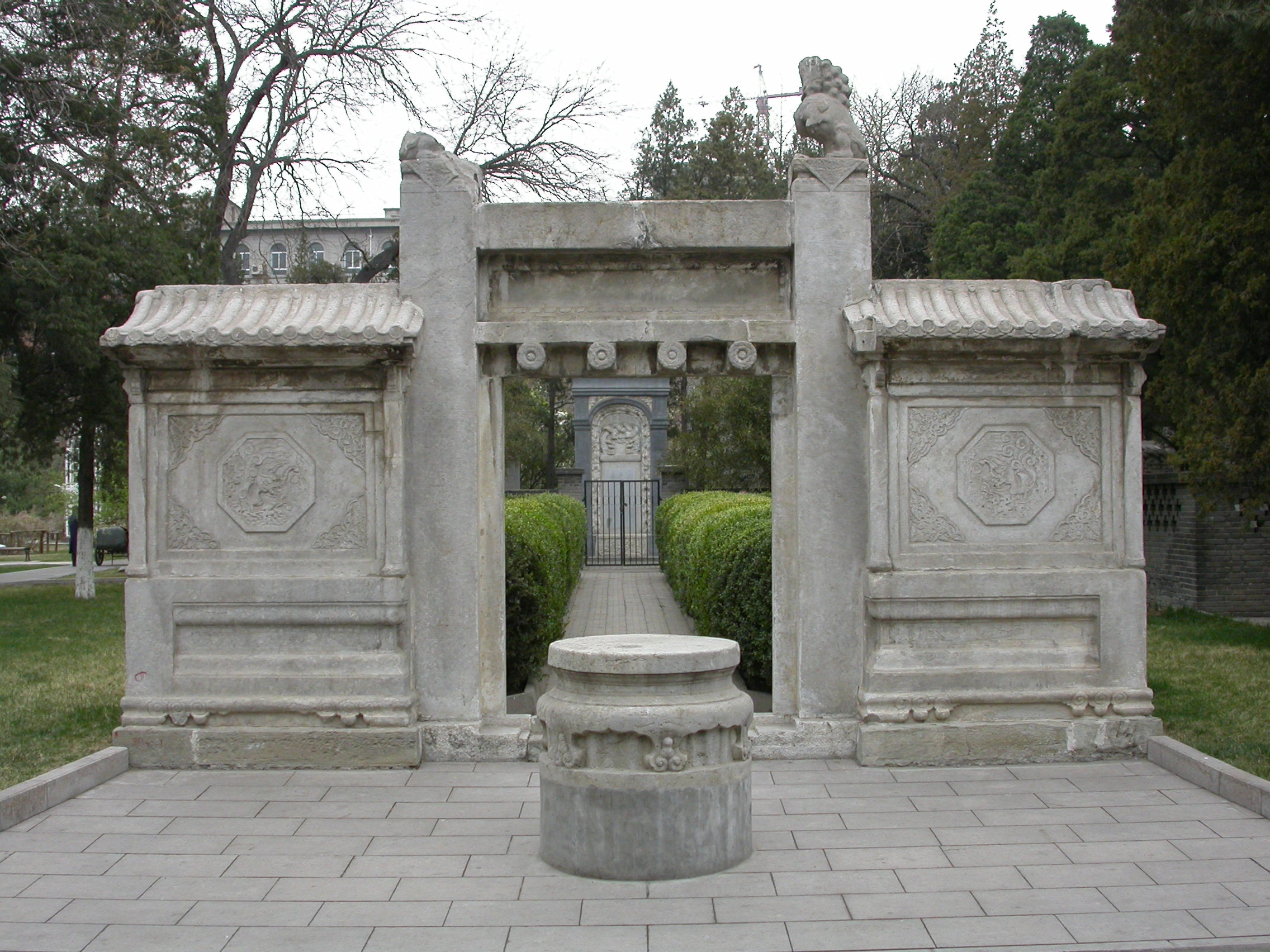
Grabstätte von Matteo Ricci (Denkmal der Volksrepublik China)

Ricci schrieb viele kritische Abhandlungen in chinesischer Sprache und er übersetzte Bücher der westlichen Kultur ins Chinesische, wie beispielsweise die ersten sechs Bücher der Elemente von Euklid und das  Handbüchlein von Epiktet. Im Jahr 1584 schrieb er einen kurzen Katechismus, das als das erste Buch gilt, das von Ausländern in China gedruckt wurde. In dieses Jahr fällt auch die Herstellung der großen Weltkarte (Yudi Shanhai Quantu) in Chinesisch (siehe unter Kunyu wanguo quantu), deren sechste Auflage 1608 dem Kaiser gewidmet wurde. Auf dieser Karte sind die bis dahin entdeckten Kontinente und Inseln dargestellt, wobei auf chinesische Art Notationen von historischen Nachrichten in der Nähe der Hauptorte beigegeben sind. Ricci schrieb auch das erste sinologische Werk der Geschichte: ein portugiesisch-chinesisches Wörterbuch. Im Jahre 1595 schrieb er die Abhandlung  Von den freundschaftlichen Beziehungen (Jiaoyou lun) und im Jahre 1607 übersetzte und druckte er Zehn Paradoxa (Jiren shipian), die sehr beliebt waren und das Ansehen der westlichen Literaten, die bis dahin als barbarisch galten, erhöhten. Im Jahre 1603 wurde die Wahre Vorstellung vom Herrn des Himmels (Tianzhu shiyi) geschrieben und gedruckt, in der Ricci die Unsterblichkeit der Seele beweist und den pantheistischen Monotheismus und die Metempsychose widerlegt, die unter den chinesischen Literaten weit verbreitet waren.
Grundlegend sind auch seine Texte, die für das Abendland geschrieben wurden, wie seine Briefe und Della entrata della Compagnia di Giesù e Christianità nella Cina (Vom Eintritt der Gesellschaft Jesu und des Christentums in China).
Die Notices biographiques et bibliographiques sur les Jésuites de l'ancienne mission de Chine. 1552-1773 (Biografische und bibliografische Notizen zu den Jesuiten der ehemaligen Mission in China. 1552–1773), Variétés sinologiques, Shanghai 1932, von Louis Pfister (1833–1891) geben etwa zwanzig Titel von Riccis Schriften in chinesischer Sprache an.

## Liste
Die folgende Übersicht erhebt keinen Anspruch auf Aktualität oder Vollständigkeit:

### Italienisch / lateinisch
- Briefe[6]
- Della entrata della Compagnia di Giesù e Christianità nella Cina (Vom Eintritt der Gesellschaft Jesu und des Christentums in China)

Die ursprünglich auf Italienisch geschriebenen Tagebücher Riccis wurden von Nicolas Trigault in De Christiana expeditione apud Sinas suscepta ab Societate Jesu (Über die christliche Mission der Gesellschaft Jesu bei den Chinesen) verwendet und von Louis J. Gallagher (1953) aus dem Lateinischen ins Englische übersetzt.

### Chinesisch
- Bianxue yidu 辯學遺牘, veröffentlicht 1615.
- Celiang fayi 測量法義, veröffentlicht 1617.
- Ershiwu yan 二十五言 / Fünfundzwanzig Ansichten, Peking 1605.
- Gougu yi 句股義, veröffentlicht 1607.
- Huanrong jiaoyi 圜容較義, Peking 1609.
- Hungai tongxian tushuo 渾蓋通憲圖說, chinesische Übersetzung des Astrolabiums von Christophorus Clavius (1558–1612), eines deutschen Mathematikers und Astronomen, in Zusammenarbeit mit Li Zhizao, Peking 1607.
- Jiaoyou lun 交友論 / Von den freundschaftlichen Beziehungen, Nanchang 1595.
- Jihe yuanben 幾何原本, chinesische Übersetzung der ersten sechs Bücher von Euklids Elementen in der Ausgabe und Kommentierung von Ch. Clavius, in Zusammenarbeit mit Xu Guangqi, Peking 1607.
- Jingtian gai 經天該, Peking 1601.
- Jiren shipian 畸人十篇 / Zehn Schriften eines besonderen Mannes / Zehn Paradoxa, Peking 1608.
- Kunyu wanguo quantu 坤輿萬國全圖, Peking 1602.
- Liangyi xuanlan tu 兩儀玄覽圖, Peking 1603.
- Riqiu dayu diqiu, diqiu dayu yueqiu 日球大于地球. 地球大于月球, Peking nach 1606–07.
- Shanhai yudi quantu 山海輿地全圖, Nanjing 1600.
- Si yuanxing lun 四元行論, Nanjing 1599–1600.
- Tianzhu jiaoyao 天主敎要, Peking 1605.
- Tianzhu shiyi 天主實義 / Die wahre Vorstellung vom Herrn des Himmels, Peking 1603.
- Tongwen suanzhi 同文算指, Peking 1613.
- Xiguo jifa 西國記法, veröffentlicht nach 1625.
- Xiqin quyi bazhang 西琴曲意八章, Peking 1601, 1608 im Anhang zu Jiren shipian veröffentlicht.
- Xizi qiji 西字奇跡, Peking 1605.
- Yudi shanhai quantu 輿地山海全圖, Zhaoqing 1584.
- Zuchuan tianzhu shijie 祖傳天主十誡, in Zusammenarbeit mit Michele Ruggieri, Zhaoqing 1584.